# Rocking Music
Singles de Martin Solveig
Madan
(2003) I'm A Good Man
(2004)
Pistes de Suite
Linda Tiger Drums
Rocking Music est une chanson de Martin Solveig sortie en 2004.

## Liste des pistes
- CD-Single U.L.M. (UMG)	17/02/2004
- 1. 	Rocking Music (Radio Edit)		3:37
- 2. 	Rocking Music (Main Vocal)		7:36
- 3. 	Rocking Music (Dub)		6:57
- 12" Maxi Defected  12/04/2004
- 1. 	Rocking Music		7:35
- 2. 	Rocking Music (Joey Negro Rocking Beats)		3:57
- 3. 	Rocking Music (Joey Negro Club Edit)		7:38
- 4. 	Rocking Music (Joey Negro Dub Edit)		5:38
- CD-Maxi Defected  12/04/2004
- 1. 	Rocking Music		7:39
- 2. 	Rocking Music (Warren Clarke Club Mix)		9:48
- 3. 	Rocking Music (Warren Clarke Dub)		7:33
- 4. 	Rocking Music (Joey Negro Club Edit)		7:41
- 5. 	Rocking Music (Joey Negro Dub Edit)		5:41

	Extras:
- Rocking Music (Video)

## Crédits
- Écrit, composé et réalisé par Martin Solveig pour Mixture Stereophonic
- Publié par Penso Positivo et Topolino Bello
- Chanteur - Jay Sebag
- Chœurs - Michael Robinson et Jay Sebag
- Guitare - Jérôme Degey et Jean-Baptiste Gaudray
- Enregistré par Pascal Garnon
- Photographie - Arno Bani
- Design - Deluxedesigngraphique

## Classement par pays
| Classements (2004) | Meilleure position |
| ------------------ | ------------------ |
| Royaume-Uni        | 35                 |
| Pays-Bas           | 37                 |
| Australie (ARIA)   | 39                 |
| France (SNEP)      | 47                 |
| France Club 40     | 8                  |